# بارند سفلی
بارند سفلی، روستایی از توابع بخش پادنا علیا شهرستان سمیرم در استان اصفهان ایران است.

## جمعیت
این روستا در دهستان پادنا علیا قرار دارد و بر اساس سرشماری مرکز آمار ایران در سال ۱۳۸۵، جمعیت آن ۴۴۷ نفر (۱۰۸ خانوار) بوده‌است.